# Cappellacci di zucca
I cappellacci di zucca, anche detti cappellacci ferraresi sono un tipo di pasta ripiena simile ai tortelloni, di produzione tipica della provincia di Ferrara, hanno ottenuto il riconoscimento I.G.P. nel 2016.

## Origini
L'origine dei cappellacci di zucca si inserisce nell'antica e popolare tradizione culinaria di paste ripiene dell'Italia settentrionale e in particolare dei tortelli di zucca tipici della zona mediopadana tra Crema, Parma, Reggio Emilia e Mantova. 
La prima testimonianza scritta risale al 1584, nel ricettario di Giovan Battista Rossetti, scalco della corte estense durante la signoria del duca Alfonso II d'Este. In tale ricettario vengono ancora chiamati "tortelli di zucca con il butirro", ma nei secoli successivi assumeranno la denominazione di "cappellacci", anche differenziandosi dai tortelli di zucca per forma ed ingredienti.
Il termine cappellaccio o il suo equivalente dialettale ferrarese, caplàz, si riferisce alla forma simile ad un cappello di paglia tipico dei contadini del secolo scorso. Secondo altre fonti è invece un maggiorativo-dispregiativo dei simili cappelletti, richiamandone le maggiori dimensioni, la forma più rozza e, probabilmente, le minori proprietà nutrizionali.

## Preparazione
I cappellacci di zucca consistono in involucri di sfoglia all'uovo, di forma quadrata della dimensione chiusa di circa 7 cm, farciti con un impasto di zucca cotta al forno (tradizionalmente zucca violina), formaggio grana grattugiato, noce moscata e sale. La pasta viene poi piegata prima in due a triangolo unendo le estremità intorno a un dito della mano, e premute insieme, ottenendo così la forma caratteristica. Per il condimento a Ferrara tradizionalmente si predilige il ragù di carne, ma dalle province vicine si è diffuso anche l'utilizzo di burro fuso e salvia con aggiunta di formaggio grana grattugiato, oltre a varianti che prevedono sughi al pomodoro.

## Sagre
In alcune zone della provincia di Ferrara, da settembre in poi, è facile trovare sagre o fiere locali dedicate ai cappellacci di zucca, tra le quali l'antica sagra della zucca di Pontelangorino o la "Sagra dal caplàz" che si tiene nel Palacaplàz di Coronella.